# Līgatne (novads)
Līgatne est un ancien novads de Lettonie, situé dans la région de Vidzeme. Créé en 2009, il est supprimé en 2021 et fusionné dans la municipalité de Cēsis.

## Histoire
La municipalité de Līgatne (en letton Līgatnes novads) est créée par la réforme administrative territoriale de 2009 à partir d'une partie du rajons de Cesis. Elle se compose de la pagasts de Līgatne et de la ville de Līgatne. La municipalité compte 3 743 habitants en 2014 et 3 258 en 2021.
Après la réforme administrative-territoriale de 2021, elle est supprimée et fusionnée dans la nouvelle municipalité de Cēsis.